# Get the Party Started
Pour les articles homonymes, voir Get the Party Started (homonymie).
Singles de Pink
Lady Marmalade
(2001) Don't Let Me Get Me
(2002)
Get the Party Started est une chanson écrite par Linda Perry pour Pink. C'est le premier single de son deuxième album intitulé Missundaztood. Il est devenu un succès international et a atteint le top dix dans de nombreux pays. À l’époque, ce single était le plus vendu de Pink en tant qu'artiste solo. Cette chanson est sortie le 9 octobre 2001.

## Performances commerciales
Ce single a atteint la quatrième place du Billboard Hot 100. C’est l'un des plus grands succès de Pink aux États-Unis avec Most Girls, So What, Raise Your Glass et Just Give Me a Reason. Il a atteint la 2eplace au Royaume-Uni. Il a atteint la 1re place en Australie.
Le single est certifié Or dans 9 pays, le remix avec Redman est certifié Or en France.

## Récompenses
La chanson a été nommée pour un Grammy Awards en 2003 dans la catégorie « Meilleure chanteuse pop », elle a perdu face à la chanson Don't Know Why de Norah Jones. Pink a gagné un Kids' Choice Awards en 2002 pour cette chanson dans la catégorie « Chanson favorite ». La même année, aux MTV Europe Music Awards elle a gagné la récompense de la catégorie « Meilleure Chanson ».

## Reprises et utilisations
Dans l'épisode 1 de la saison 5 de Malcolm, le titre est repris par le chanteur à Las Vegas, Vincent Boone.
Le titre a été utilisé par Bally Total Fitness et a été largement diffusé par la NBA pendant la saison 2002-2003 ; pour la finale ABC l'a utilisée comme musique d’introduction.
En 2004, P!nk s’est associée à Redman pour faire un remix de Get the Party Started. La chanson est mixée avec Sweet Dreams de Eurythmics. Ce remix est sorti uniquement en France où il a atteint la quatrième place des classements et est certifié disque d’or. Pendant le I’m Not Dead Tour (2006/2007), Pink interprète le remix, mais sans Redman.
Get the Party Started a été repris par Stretch Arm Strong sur la compilation Punk Goes Pop, par Damien Rice et Lisa Hannigan sur l’album Even Better than the Real Thing Vol. 1.
En 2006, Shirley Bassey a repris la chanson façon « thème-espion », pour une publicité télévisuelle de Noël pour la marque Marks & Spencer. Sa version est devenue un succès culte et a été incluse sur son album de 2007, intitulé aussi Get the Party Started. Cette version fait partie de la bande originale du film Comme chiens et chats : La Revanche de Kitty Galore .

## Certifications
| Pays             | Certification       | Ventes certifiées |
| ---------------- | ------------------- | ----------------- |
| Allemagne        | Or                  | 250 000           |
| Australie        | Or                  | 35 000            |
| Autriche         | Or                  | 20 000            |
| Belgique         | Or                  | 25 000            |
| États-Unis       | Or                  | 500 000           |
| Irlande          | Or[réf. nécessaire] | 7 500             |
| Nouvelle-Zélande | Or[réf. nécessaire] | 7 500             |
| Royaume-Uni      | Or[réf. nécessaire] | 400 000           |
| Suède            | Or                  | 15 000            |
| Suisse           | Or                  | 20 000            |